# 2008 TC3
2008 TC3 è un meteoroide (un piccolo asteroide) dall'orbita prossima a quella terrestre, che il giorno 7 ottobre 2008 ha impattato la Terra in corrispondenza del Sudan. Il contatto con l'atmosfera è avvenuto alle ore 2:45:40 UTC, ad una latitudine di 20,9° nord, ad una longitudine di 31,4° est ed a 65,4 km di altitudine. La detonazione è stata rilevata da satelliti americani a 20,8° nord di latitudine ed a 32,2° est di longitudine, ad un'altezza di approssimativamente 37 km. L'energia rilasciata durante l'esplosione è stata misurata in 4,0×1011 J.
I suoi frammenti, recuperati dopo l'impatto, sono indicati come il meteorite di Almahata Sitta, che in arabo significa Stazione sei, dal nome della più vicina stazione ferroviaria all'area di recupero.

## Scoperta
L'oggetto celeste, originariamente identificato con la sigla 8TA9D69 e poi ridenominato come 2008 TC3, è stato individuato il 6 ottobre 2008 da Richard Kowalski del Catalina Sky Survey dell'Università dell'Arizona, e ne è stata prevista la caduta sulla Terra il giorno successivo, alle ore 02:46 UTC sopra il nord del Sudan, sia dal CLOMON 2, un programma di calcolo sviluppato dal gruppo di ricerca diretto dal prof. Andrea Milani, docente presso l'Università di Pisa, sia dal sistema Sentry del Jet Propulsion Laboratory. Le sue dimensioni prima dell'impatto sono state stimate sui 4 metri di diametro. Osservazioni spettrali sono state eseguite degli astronomi dell'Osservatorio di La Palma, alle Canarie, con il Telescopio William Herschel di 4,2 metri di diametro.
Nel breve periodo intercorso tra l'avvistamento ed il suo contatto con la Terra sono state effettuate numerose osservazioni della sua traiettoria, che è stato possibile determinare con notevole precisione. È anche disponibile un filmato che mostra notevoli variazioni di luminosità dell'asteroide, attribuibili alla sua forma irregolare e ad un suo moto di rotazione.

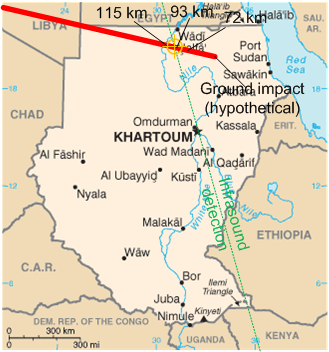
Percorso del bolide nell'ingresso in atmosfera, con l'indicazione della probabile sede dell'esplosione.

## Impatto
L'impatto è avvenuto, coerentemente con le previsioni, il 7 ottobre alle ore 02:46 UTC sopra il nord del Sudan. Il contatto con l'atmosfera è avvenuto con una velocità relativa di 12,4 km/s e con un angolo di incidenza pari a 20 gradi ad un'altezza di 65,4 km. L'oggetto è quindi detonato ad una quota di 37 km.
Tra le prime osservazioni dell'impatto con l'atmosfera terrestre viene citato un lampo di luce segnalato da un pilota della KLM in volo sopra il Ciad e una registrazione effettuata da una stazione di monitoraggio nell'infrasuono, situata in Kenya.
Un'immagine dell'esplosione è stata registrata alle 02:45 UTC dal satellite meteorologico Meteosat 8, che scatta immagini ogni 5 minuti.

## Recupero dei frammenti

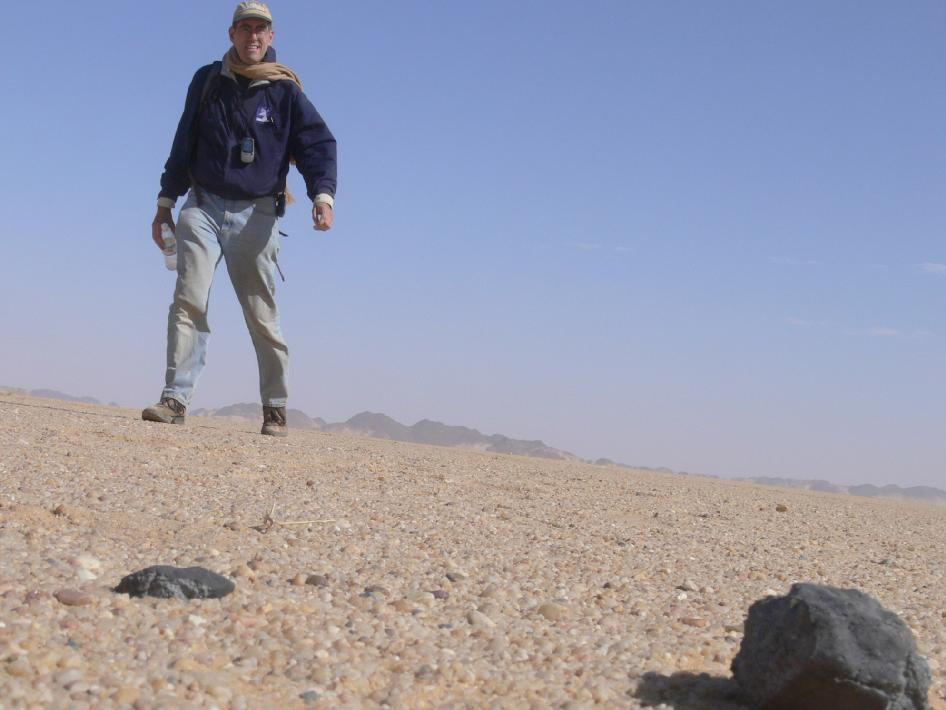
Peter Jenniskens nel deserto della Nubia, in Sudan, accanto ad uno dei frammenti dell'asteroide il 28 febbraio 2009

### Ricerca
La ricerca dei frammenti del meteorite è cominciata il 6 dicembre 2008 ed ha condotto al ritrovamento di 280 frammenti, dal peso complessivo di 3,9 kg.
La campagna di ricerca è stata guidata dall'astronomo statunitense Peter Jenniskens del SETI Institute in California e dall'astronomo sudanese Muawia Shaddad dell'Università di Khartoum e condotta con la collaborazione di studenti e personale dell'Università di Khartoum. È stata inoltre coadiuvata dal resoconto di numerosi testimoni e dalle indicazioni sull'area di impatto fornite dal Jet Propulsion Laboratory.

### Analisi
I frammenti del meteorite di Almahata Sitta sono stati analizzati presso l'Ames Research Center ed il Johnson Space Center della NASA e presso il Carnegie Institution e la Fordham University.
I risultati delle prime analisi indicano che si tratta di un'acondrite, più specificamente un'urelite, con grandi grani carbonacei, porosa e ultrafine. Analisi spettrali indicano che il meteorite è un asteroide di tipo F e ciò consente ora di fornire indicazioni più precise su questa classe di asteroidi ricchi di carbonio.

## Importanza scientifica
Lontano dall'avere avuto dimensioni tali da costituire un pericolo per la popolazione, l'importanza di quest'oggetto è data dal fatto che per la prima volta è stato identificato un oggetto celeste prima che impattasse la Terra, avendo così la possibilità di informare tempestivamente le nazioni interessate.
Inoltre, sebbene in precedenza fossero stati già individuati i resti di alcuni bolidi, in questo caso, per la prima volta, sono stati recuperati i frammenti di un oggetto tracciato e studiato nello spazio prima che questo colpisse la Terra. Ciò ha consentito quindi di confrontare i risultati delle analisi a distanza con quelli delle analisi condotte in laboratorio e di valutare quindi l'attendibilità delle prime.